# Aïssa Mandi
Aïssa Mandi (Arabisch: عيسى ماندي) (Châlons-en-Champagne, 22 oktober 1991) is een Frans voetballer die doorgaans als centrale verdediger speelt. Voorheen speelde hij als rechtsback. Hij verruilde Villarreal in 2024 voor Lille OSC. Mandi maakte in 2014 zijn debuut in het Algerijns voetbalelftal.

## Clubcarrière
Mandi werd geboren in het Franse Châlons-en-Champagne. Zijn ouders zijn beide Algerijnen, afkomstig uit Oran. Hij komt uit de jeugdacademie van Stade de Reims. Op 20 augustus 2010 maakte hij zijn debuut in het betaald voetbal voor Reims in de Ligue 2 tegen AC Le Havre. In 2012 promoveerde de club naar de Ligue 1. Op 18 augustus 2012 speelde Mandi zijn eerste wedstrijd op het hoogste competitieniveau tegen SC Bastia (2–1 verlies). In 2016 tekende hij bij Real Betis. Na vijf seizoenen trok hij in 2021 naar Villarreal. In 2024 keerde hij terug naar Frankrijk en tekende hij bij Lille OSC.

## Interlandcarrière
Aïssa Mandi maakte zijn debuut in het Algerijns voetbalelftal op 5 maart 2014 in een oefeninterland tegen Slovenië (2–0 winst). Als rechtsachter speelde hij de volledige wedstrijd. Drie maanden later was hij met zijn land actief op het wereldkampioenschap voetbal 2014 in Brazilië, waar Mandi meespeelde in twee groepswedstrijden en de verloren achtste finale tegen België. In het najaar van 2014 was hij met Algerije vijfmaal actief in het kwalificatietoernooi voor het Afrikaans kampioenschap voetbal 2015. In december werd Mandi opgenomen in de selectie voor dat toernooi.

## Erelijst
| Afrikaans kampioen | 1x | 2019 |